# Rinky Hijikata
Rinky Hijikata (ur. 23 lutego 2001 w Sydney) – australijski tenisista, triumfator Australian Open 2023 w grze podwójnej.

## Kariera tenisowa
Zawodowym tenisistą Hijikata jest od 2021 roku.
W rozgrywkach ATP Tour Australijczyk wygrał jeden turniej w grze podwójnej z dwóch osiągniętych finałów.
W karierze zwyciężył w dwóch singlowych turniejach cyklu ATP Challenger Tour. Ponadto wygrał siedem singlowych oraz dwa deblowe turnieje rangi ITF.
W 2018 roku podczas igrzysk olimpijskich młodzieży w Buenos Aires zdobył srebrny medal w grze podwójnej, startując w parze z Adrianem Andreewem.
W 2022 roku podczas Australian Open zadebiutował w wielkoszlemowym turnieju głównym w grze podwójnej. Startując w parze z Tristanem Schoolkatem, dotarł do drugiej rundy rozgrywek.
W 2023 roku wspólnie z Jasonem Kublerem awansowali do finału Australian Open. W meczu mistrzowskim pokonali Hugo Nysa i Jana Zielińskiego 6:4, 7:6(4).
W rankingu gry pojedynczej najwyżej był na 110. miejscu (31 lipca 2023), a w klasyfikacji gry podwójnej na 32. pozycji (20 lutego 2023).

### Finały w turniejach ATP Tour
| Legenda                                      |
| -------------------------------------------- |
| Wielki Szlem                                 |
| Igrzyska olimpijskie                         |
| Tennis Masters Cup / ATP Finals              |
| ATP Masters Series / ATP Tour Masters 1000   |
| ATP International Series Gold / ATP Tour 500 |
| ATP International Series / ATP Tour 250      |

#### Gra podwójna (1–1)
| Końcowy wynik | Nr | Data             | Turniej                    | Nawierzchnia | Partner       | Przeciwnicy                       | Wynik finału |
| ------------- | -- | ---------------- | -------------------------- | ------------ | ------------- | --------------------------------- | ------------ |
| Zwycięzca     | 1. | 28 stycznia 2023 | Australian Open, Melbourne | Twarda       | Jason Kubler  | Hugo Nys Jan Zieliński            | 6:4, 7:6(4)  |
| Finalista     | 1. | 19 lutego 2023   | Delray Beach               | Twarda       | Reese Stalder | Marcelo Arévalo Jean-Julien Rojer | 3:6, 4:6     |

### Zwycięstwa w turniejach ATP Challenger Tour

#### Gra pojedyncza
| Końcowy wynik | Nr | Data                 | Turniej          | Nawierzchnia | Przeciwnik      | Wynik finału |
| ------------- | -- | -------------------- | ---------------- | ------------ | --------------- | ------------ |
| Zwycięzca     | 1. | 30 października 2022 | City of Playford | Twarda       | Rio Noguchi     | 6:1, 6:1     |
| Zwycięzca     | 2. | 5 lutego 2023        | Burnie           | Twarda       | James Duckworth | 6:3, 6:3     |